# Constituição de Anderson
A Constituição de Anderson - como é mais conhecida a Constituição que regula os Franco-Maçons desde 1723 - é considerado o principal documento e a base legal da Maçonaria Especulativa e que aos poucos foi substituindo os preceitos tradicionais que até então regulavam as atividades da Maçonaria Operativa.
Ela foi escrita por James Anderson, que era maçom, mestre de uma Loja Maçônica, e um Grande Oficial da Loja de Londres em Westminster. Apoiado pela Grande Loja, em setembro de 1721, ele escreveu uma história de maçons, que foi publicada em 1723 como a Constituição dos Maçons Livres ou a Constituição de Anderson. O nome de Anderson não aparece na folha de rosto do livro, mas sua autoria está declarada em um apêndice. A Constituição foi também editada e reproduzida por Benjamin Franklin na Filadélfia em 1734, sendo o primeiro livro maçônico impresso na América. 
Cada Rito tem suas características particulares, assemelhando-se ou divergindo do outro em detalhes de aspectos gerais, mas convergindo em pelo menos um ponto comum: a regularidade maçônica, isto é, o reconhecimento internacional amparado pela Constituição de Anderson.
São os regulamentos consagrados na Constituição de Anderson, considerados o fundamento e pilar da Maçonaria moderna, que obrigam à crença em um Ser Superior. Consequentemente o não cumprimento deste critério designa a atividade maçônica como irregular.
Para ser membro da Maçonaria não basta a autoproclamação, por isso é necessário um convite formal e é obrigatório que o indivíduo seja iniciado por outros maçons, cumpra com os seus juramentos e obrigações, e esteja integrado numa Loja regular, vinculada a uma Grande Loja ou a um Grande Oriente, devidamente consagrados, segundo as terminologias tradicionais, ditadas pelos Landmarks da Maçonaria.